# دیرچلت ۱۱۶۶۵
سیارک ۱۱۶۶۵ (به انگلیسی: 11665 Dirichlet، نامگذاری:1997GL28) یازده هزار و ششصد و شصت و پنجمین سیارک کشف شده‌است که در ۱۴ آوریل ۱۹۹۷ کشف شد.
قدر مطلق سیارک برابر ۱۴٫۱۰ است.